# Yongsan-gu
Yongsan-gu är ett av de 25 stadsdistrikten (gu) i Sydkoreas huvudstad Seoul. Dess namn betyder "Drakberget" och härstammar från hanja-tecknen för drake (龍 yong) och berg (山 san).
Yongsan ligger mitt i Seoul på den norra sidan av floden Han i skuggan av Seoul Tower. Det är hem för ungefär 250 000 personer och är uppdelad i 20 dong, eller stadsdelar. Kända platser i Yongsan är Yongsan Station, det utbredda Yongsan Electronics Market, Haebangchon och Itaewon, det kommersiella distriktet. Itaewon är allmänt känt som en av de mest etniskt skiftande områden i Korea. Många utlänningar dras till dess shoppingområde och nattliv. 
I distriktet Yongsan finns Yongsangarnisonen, den största USA-militärbasen i Seouls centrum. På grund av brist på mark i centrala Seoul, samt konsolideringen av amerikanska styrkor på hela den koreanska halvön, kom USA:s och Sydkoreas regeringar överens om att flytta anläggningen från Seoul till Pyeongtaek år 2017. Efter dess flytt kommer 243 hektar av marken att utvecklas till en stor park.
Sookmyung Women's University finns i den västra delen av detta område. I närheten har de legendariska bar "Doors" varit ett nav för Sookmyungs sociala liv i flera år. Det finns en växande gemenskap av muslimer och andra från Mellanöstern på grund av placeringen av Seouls enda moské: Seoul Central Mosque i Itaewon. Denna invandring har gjort att ett antal halalrestauranger och butiker har öppnat i området.
N Seoul Tower byggdes som en TV-sändare på toppen av Namsan, och är idag ett romantiskt utflyktsmål.
Yongsan betjänas av Seouls tunnelbana linje 1, Linje 4, Line 6, och Jungang-banan.

## Administrativ indelning
Yongsan-gu är indelat i 16 administrativa stadsdelar:

- Bogwang-dong (보광동 普光洞)
- Cheongpa-dong (청파동 靑坡洞)
- Hangangno-dong (한강로동 漢江路洞)
- Hannam-dong (한남동 漢南洞)
- Huam-dong (후암동 厚岩洞)
- Hyochang-dong (효창동 孝昌洞)
- Ichon 1-dong (이촌1동 二村1洞)
- Ichon 2-dong (이촌2동 二村2洞)
- Itaewon 1-dong (이태원1동 梨泰院1洞)
- Itaewon 2-dong (이태원2동 梨泰院2洞)
- Namyeong-dong (남영동 南營洞)
- Seobinggo-dong (서빙고동 西氷庫洞)
- Wonhyoro 1-dong (원효로1동 元曉路1洞)
- Wonhyoro 2-dong (원효로2동 元曉路2洞)
- Yongnum-dong (용문동 龍門洞)
- Yongsan 2 ga-dong (용산2가동 龍山2街洞)

## Galleri

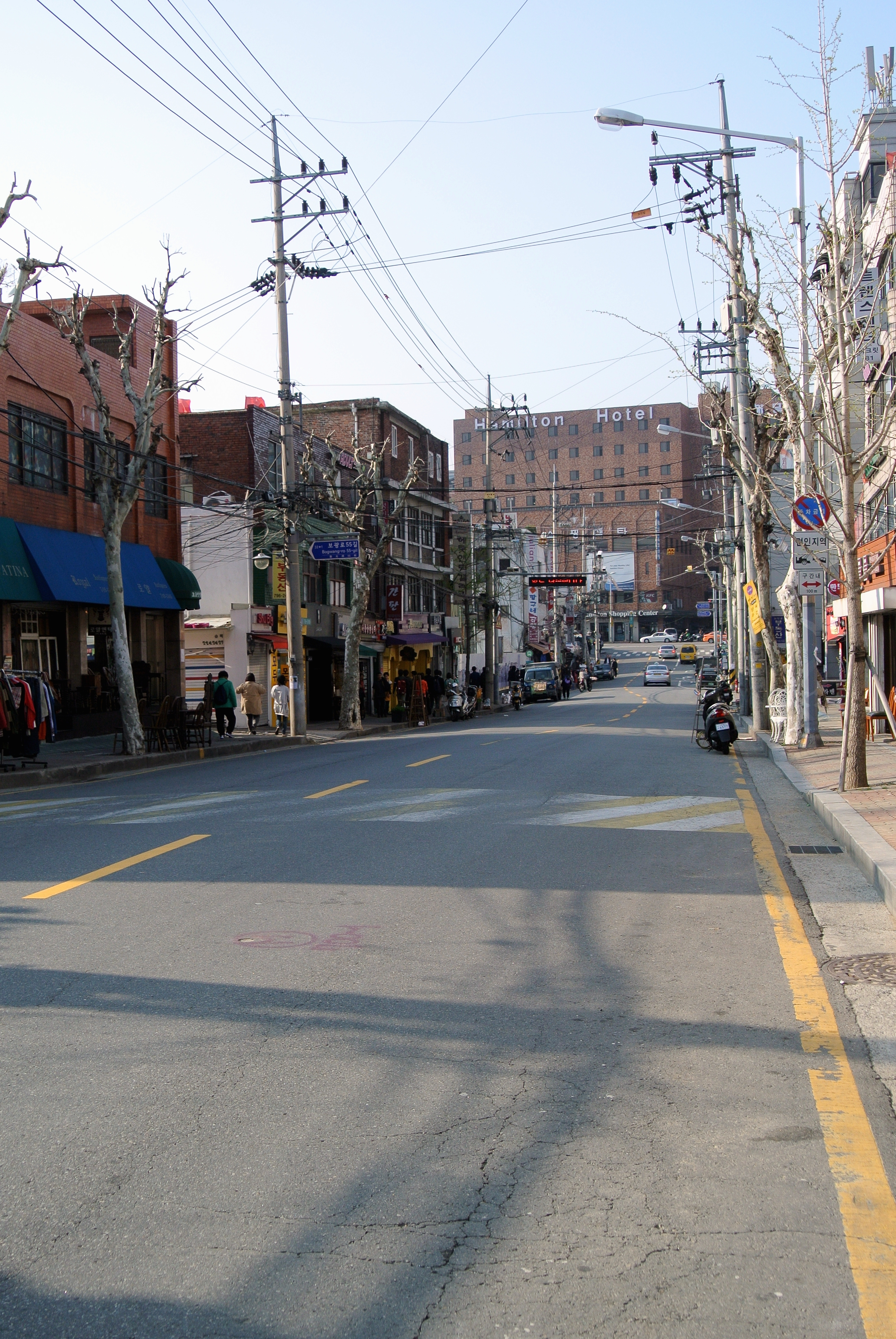
Bogwang-gatan och Hamilton Hotel i Itaewon
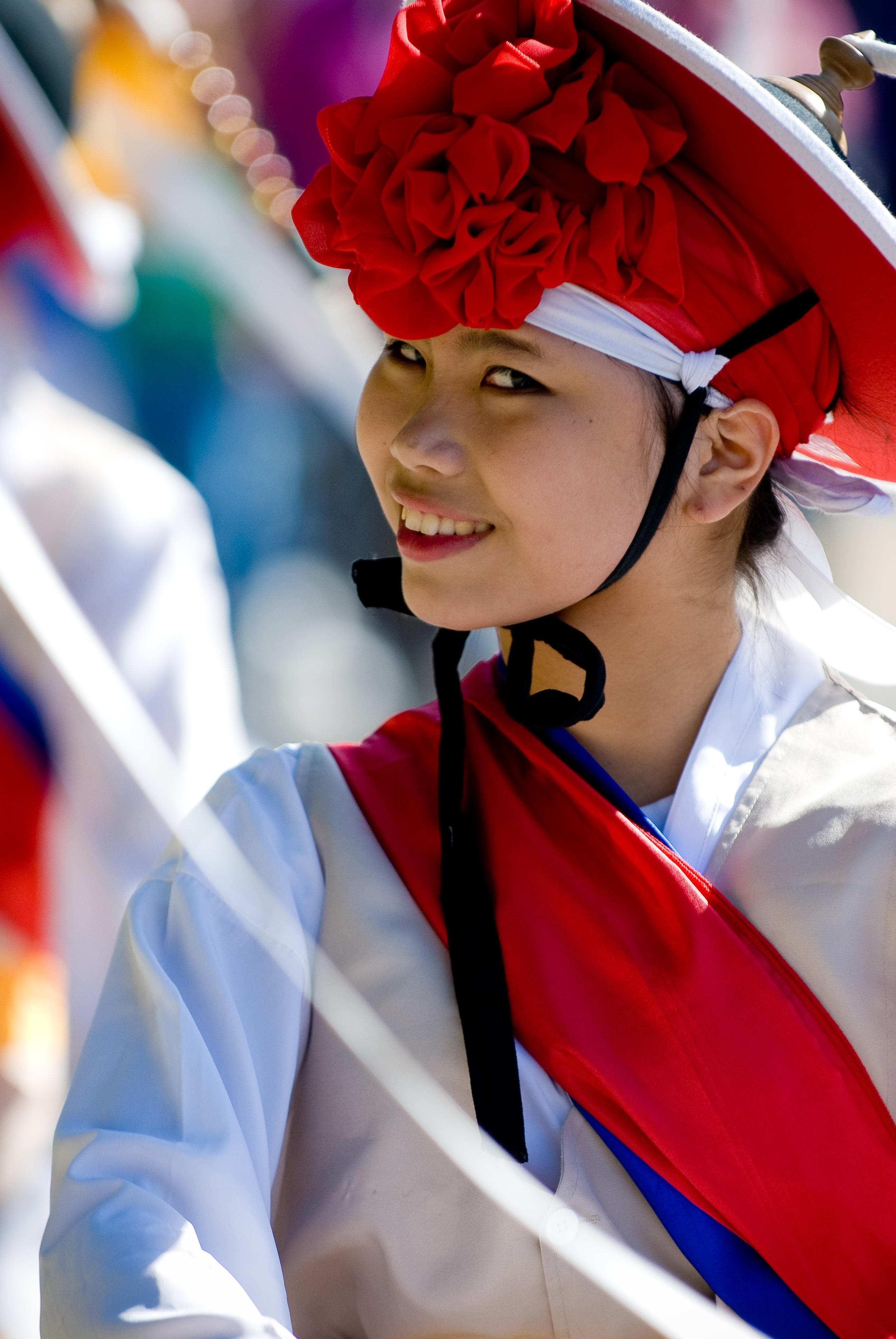
En koreansk dansare i traditionell klädsel på Yongsan Fall Festival Parade